# Larsia marginellus
Larsia marginellus är en tvåvingeart som först beskrevs av Malloch 1915.  Larsia marginellus ingår i släktet Larsia och familjen fjädermyggor. Inga underarter finns listade i Catalogue of Life.